# Constance Moore
Constance Moore (18 de enero de 1920 o 18 de enero de 1921 - 16 de septiembre de 2005) fue una actriz y cantante estadounidense. Conocida principalmente por trabajar en las películas musicales Show Business y Atlantic City, sin embargo, su papel más destacado fue su interpretación como Wilma Deering en el serial Buck Rogers.

## Biografía
Moore nació en Sioux City (Iowa), sin embargo, su familia se mudó cuando apenas tenía 6 meses y pasó la mayor parte de su crianza en Dallas, Texas. Moore tenía dos hermanas. Durante la década de 1930, consiguió trabajo como cantante en CBS. Mientras trabajaba como cantante, Moore logró impresionar a un cazatalentos de Universal Studios y decidió firmar un contrato con la empresa. Trabajó juntó con W. C. Fields en You Can't Cheat an Honest Man (1939). Y apareció en el musical de Broadway By Jupiter.
A mediados de 1945, Moore trabajó juntó con Dennis O'Keefe en Hollywood Mystery Time, transmitido en ABC.
Se retiró de la industria cinematográfica en 1947, sin embargo, llegó a hacer algunas apariciones esporádicas durante décadas. Apareció en una gira en USO juntó con Bob Hope y los Hermanos Nicholas en 1951.[cita requerida] Empezó a pintar bodegón y en 1976 se convirtió en presidenta del Instituto Braille de América Auxiliar ubicado en Beverly Hills (California).[cita requerida]
Moore interpetó a Doris en el episodio "Just a Housewife" en la comedia de situación The Donna Reed Show, el episodio fue emitido por ABC en 1960. Entre 1961–1962, Moore interpretó a Chris Logan en el programa Window on Main Street, protagonizada por Robert Young, el programa fue transmitido por CBS.

## Vida personal
A los 18 años, Moore se casó con el agente John Maschio, quién murió en 1998. La pareja tuvo dos hijos, Michael y Gina. Moore era republicana y estuvo a favor de la campaña de Thomas Dewey en 1944.
Moore murió el 16 de septiembre de 2005, tras sufrir insuficiencia cardíaca que fue causada tras una larga enfermedad. Esta enterrada en el Cementerio Westwood Village Memorial Park, ubicado en Los Ángeles.

## Filmografía
- Prescription for Romance (1937) - Chica (Sin acreditar)
- You're a Sweetheart (1937) - (Sin acreditar)
- Border Wolves (1938) - Mary Jo Benton
- Reckless Living (1938) - Cantante (Sin acreditar)
- The Crime of Doctor Hallet (1938) - Susan
- State Police (1938) - Helen Evans
- The Last Stand (1938) - Nancy Drake
- Wives Under Suspicion (1938) - Elizabeth
- Prison Break (1938) - Maria Shannon
- Letter of Introduction (1938) - Buscadora de autógrafos (Sin acreditar)
- The Missing Guest (1938) - Stephanie Kirkland
- Freshman Year (1938) - Marian Stuart
- Swing That Cheer (1938) - Marian Stuart
- You Can't Cheat an Honest Man (1939) - Victoria Whipsnade
- Buck Rogers (1939, Serial) - Wilma Deering
- Ex-Champ (1939) - Doris Courtney
- Mutiny on the Blackhawk (1939) - Helen Bailey
- When Tomorrow Comes (1939) - Bride (Sin acreditar)
- Hawaiian Nights (1939) - Lonnie Lane
- Laugh It Off (1939) - Ruth Spencer
- Charlie McCarthy, Detective (1939) - Sheila Stuart
- Framed (1940) - Phyllis Sanderson
- Ma! He's Making Eyes at Me (1940) - Connie Curtiss
- La Conga Nights (1940) - Helen Curtiss
- Argentine Nights (1940) - Bonnie Brooks
- I'm Nobody's Sweetheart Now (1940) - Betty Gilbert
- Las Vegas Nights (1941) - Norma Jennings
- I Wanted Wings (1941) - Carolyn Bartlett
- Buy Me That Town (1941) - Virginia Paradise
- Take a Letter, Darling (1942) - Ethel Caldwell
- Show Business (1944) - Constance Ford
- Atlantic City (1944) - Marilyn Whitaker
- Delightfully Dangerous (1945) - Josephine 'Jo' Williams / Bubbles Barton
- Earl Carroll Vanities (1945) - Drina
- Mexicana (1945) - Alison Calvert
- In Old Sacramento (1946) - Belle Malone
- Earl Carroll Sketchbook (1946) - Pamela Thayer
- Hit Parade of 1947 (1947) - Ellen Baker